# Estadio Príncipe Sultán bin Abdul Aziz
El Estadio Príncipe Sultán bin Abdul Aziz es un estadio multiusos en Abha, Arabia Saudita. Actualmente se utiliza mayoritariamente para partidos de fútbol. En este estadio juega de local el Abha Club y el Damac Football Club.

## Descripción
El estadio, que tiene una capacidad para 20 000 personas, fue construido en 1984 y lleva el nombre del Príncipe Sultán bin Abdulaziz, que fue el segundo hijo del rey Abdul Aziz bin Abdul Rahman Al Saud, el fundador de Arabia Saudita.
Está ubicado en el centro de Abha, cerca de la estación de tren y la plaza principal de la ciudad. El estadio está rodeado por un parque y un complejo deportivo que incluye un gimnasio, una piscina y canchas de tenis.
El estadio ha sido sede de varios partidos internacionales, incluyendo partidos de la Copa Mundial de la FIFA Sub-20 de 1989 y la Copa Asiática de la AFC 2000. También ha sido sede de varios partidos de la Liga de Campeones de Asia. En 2023 fue sede del Campeonato de Clubes Árabes.